# Rocío Jurado
María del Rocío Trinidad Mohedano Jurado, conocida como Rocío Jurado (Chipiona, Cádiz, 18 de septiembre de 1943-Alcobendas, Madrid, 1 de junio de 2006), fue una cantante y actriz española de fama internacional, que se especializó en géneros musicales como la copla andaluza y el flamenco, así como en la balada romántica y la canción melódica, faceta con la que alcanzó relevancia en España y en América.

## Biografía

### Infancia y juventud
Nació en el seno de una familia de clase media, en la calle El Barrio, actual número 20/22, antes 20, antigua Capitán Cortés en Chipiona (Cádiz). en la casa de Mariquita Reyes, una vecina de dicha localidad, donde su madre, Rosario, se puso de parto Se señala erróneamente que nació en el número 115 de la calle Larga en Chipiona (Cádiz), pero en esta casa, que era de su abuela, fue donde vivió tras vivir en la calle Calvo Sotelo de Chipiona, en la denominada casa de Picardía, actual Larga 87
Su padre, Fernando Mohedano Crespo, era zapatero y cantaor de flamenco en sus ratos libres; su madre, Rosario Jurado Bernal, era ama de casa y cantante aficionada de la música española. Tuvo dos hermanos menores, Gloria (1950) y Amador (1953), y siete sobrinos, Fernando, Rosario, Salvador y Amador (hijos de Amador) y María Eugenia, Gloria y Rocío (hijas de Gloria).[cita requerida]
En su hogar aprendió a amar la música; su primera presentación en público la hizo a los ocho años, en una obra en su Colegio de La Divina Pastora. También aprendió a trabajar duro desde los quince años, puesto que tras la prematura muerte de su padre, tuvo que apoyar la economía familiar que se había visto perjudicada. Cantaba en misas, participaba en festivales de su colegio, trabajó como zapatera, recolectora de frutas y aún tenía tiempo para presentarse a los concursos de Radio Sevilla.[cita requerida]
A Rocío la llegaron a llamar La niña de los premios, ya que ganaba todos los premios de las emisoras de radio en los cuales participaba. En 1958, recibió su primer premio en Radio Sevilla, en el teatro Álvarez Quintero, que consistió en 200 pesetas, una botella de gaseosa y un par de medias, como ella misma confesó a una revista del corazón. De la mano de su madre, viajó a Madrid, sin haber cumplido la mayoría de edad, donde una amiga la presentó a La Niña de los Peines y al maestro Manolo Caracol. Sin embargo, su imparable carrera artística no empezó hasta su primer encuentro con la cantaora Pastora Imperio.[cita requerida]
Pastora Imperio contrató a Rocío para el tablao que regentaba, El Duende, uno de los primeros de la época de los tablaos. Siendo una menor, tenía que vestir ropa que la hiciera aparentar más edad para no llamar la atención de las autoridades. Su compañera, la cantaora y bailaora malagueña Cañeta de Málaga, que también había llegado a Madrid aún siendo joven a buscar fortuna con su arte y fue contratada en El Duende, recuerda en una entrevista como la joven Rocío cantó «sus alegrías, sus tientos y sus cosas de la Piquer». Rocío siempre había dicho que nació en 1944 ya que cuando llegó a Madrid para cantar en 1960 era menor de edad. Hasta los dieciséis años no podía cantar en los tablaos, por este motivo es que falsificó su fecha de nacimiento, agregándole dos años más y diciendo que nació en 1944 en vez de en 1946. El 18 de septiembre de 2023, el ayuntamiento de su localidad de origen, Chipiona, confirmó que tras una investigación en el padrón municipal, la artista nació en 1943.
En 1967, Rocío participó en el certamen de belleza Lady Europa, quedando en segunda posición, por delante de la futura actriz Edwige Fenech.[cita requerida]
Rocío fue la primera en sustituir el típico traje de volantes y lunares de las tonadilleras por elegantes trajes de noche y una apariencia internacional, pero nunca olvidó sus orígenes.

### Vida artística

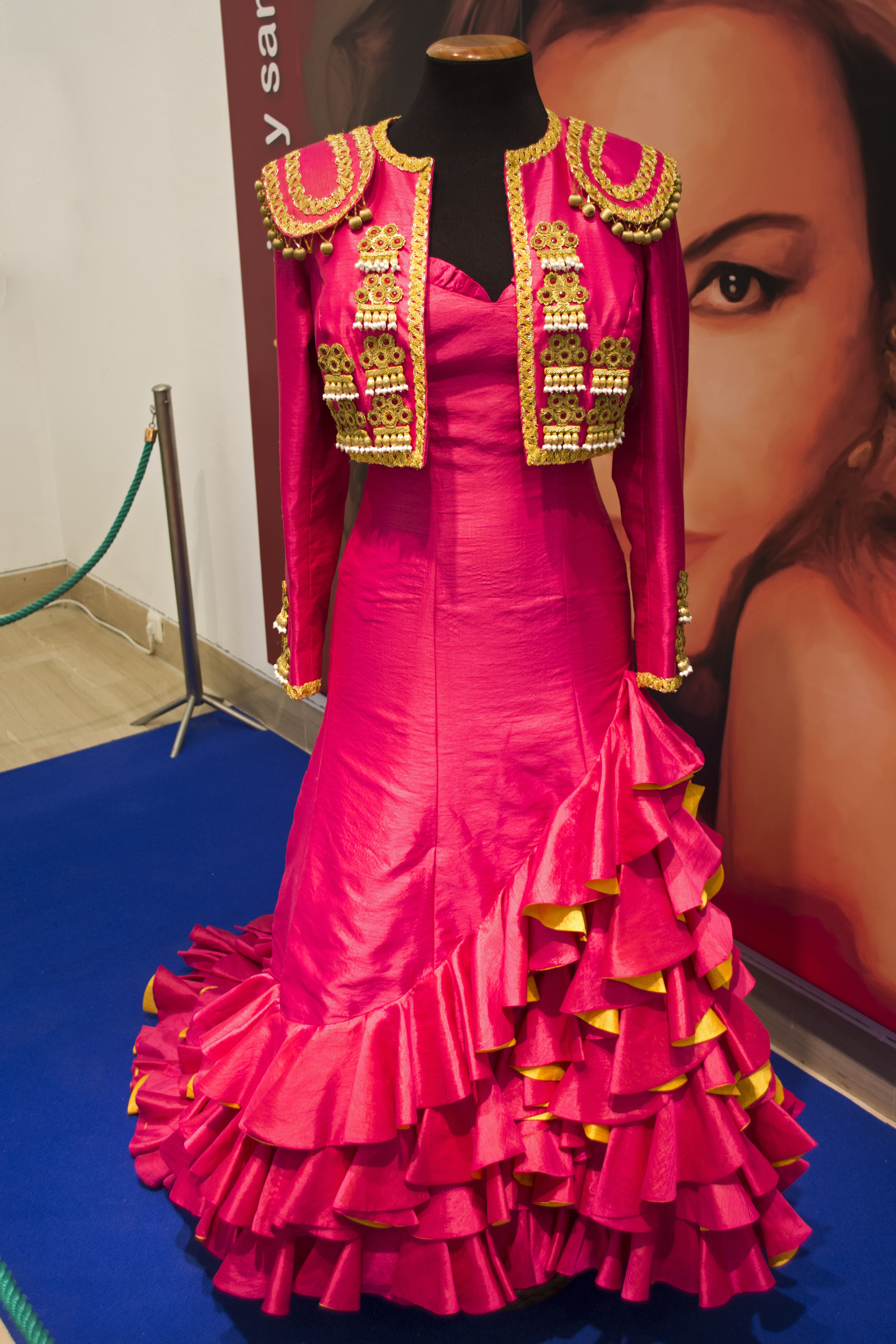
Bata de cola estrenada por Rocío Jurado en la Gala Expo 92 celebrada en el Teatro de la Maestranza en abril de 1991, en Sevilla.

Profesionalmente, Rocío Jurado despuntó con un repertorio mayormente de copla, género que empezaba a perder vigencia y que ella revitalizó con actuaciones enérgicas, tanto en voz como en presencia escénica.
Popular ya en los años sesenta y primeros setenta, en parte por algunas apariciones como actriz en televisión y cine como en la serie Curro Jiménez, Rocío dio el salto a la categoría de estrella internacional al inclinarse a un repertorio melódico, de balada romántica, con instrumentaciones orquestales y una imagen personal (maquillaje, peluquería y vestuario) al gusto europeo. Rocío alternó la bata de cola con suntuosos vestidos de noche, a veces muy comentados por su audacia. De los años setenta y ochenta son sus éxitos más inconfundibles: "Si amanece", "Como una ola", "Lo siento mi amor", "Señora", "Como yo te amo", "Ese hombre", "Se nos rompió el amor", "A que no te vas", "Muera el amor", "Vibro"... Muchos de ellos debidos a Manuel Alejandro y grabados por José Antonio Álvarez Alija.
La prolongada celebridad de Rocío radica en las canciones románticas más que en su faceta folclórica puramente española. Fue famosa por estas baladas también en Hispanoamérica, donde tal vez se mantuvo de moda por más tiempo que en España, lo que explica sus posteriores tanteos con ritmos mexicanos y caribeños: "Me ha dicho la luna", "Te cambio mi bulería"... Grabó duetos con figuras célebres de aquel continente: con José Luis Rodríguez "El Puma" la canción "Amigo amor" y con Ana Gabriel la ambigua canción "Amor callado". En 1990 participó en un show de homenaje a Lola Flores en Miami, con la que grabó el dueto "Dejándonos la piel".
Con todo, los éxitos románticos de alcance internacional no alejaron a Rocío de su faceta más andaluza. La declaración más contundente de Rocío Jurado en este sentido llegaría años después cuando ya era una destacada intérprete de la copla y de baladas. En 1982 aplicó sus extraordinarias dotes al cante flamenco en un doble LP con la colaboración de dos máximas figuras de dicho género: el guitarrista Manolo Sanlúcar y el cantaor Juan Peña "Lebrijano". Titulado Ven y sígueme, descubrió que la famosa cantante también se movía con soltura por los caminos de lo jondo. A pesar de un decir lírico ya perfectamente desarrollado, la polifacética artista demuestra sus conocimientos y su compás en una serie de cantes rigurosamente tradicionales e interpretados con gran cariño. El cineasta Carlos Saura tomó nota y se sirvió de la voz de Rocío en dos largometrajes: El amor brujo con Cristina Hoyos en 1986 y Sevillanas en 1992 donde interpreta junto a figuras tan relevantes del mundillo flamenco como Paco de Lucía, Camarón de la Isla, Tomatito, Lola Flores, Manuela Carrasco o Matilde Coral entre muchos otros.
Rocío Jurado fue una de las protagonistas del espectáculo Azabache, un musical de copla andaluza que junto a otras personalidades de este género musical como Nati Mistral, Juanita Reina, Imperio Argentina y María Vidal realizó para la Exposición Universal de 1992 (Expo Sevilla).
En la edición de 1998 del Festival de Jerez dedicado al baile flamenco, el Teatro Villamarta tuvo que colgar el cartel de «entradas agotadas» para la gala de Rocío semanas antes que para cualquier otro espectáculo. Un homenaje unipersonal a la cantante llegó con la adaptación por bulerías de Fernanda de Utrera de "Se nos rompió el amor", canción de Manuel Alejandro popularizada por Rocío.
La voz de Rocío Jurado fue reconocida a nivel internacional. Prueba de ello es el premio como la Mejor voz femenina del siglo XX, que le fue concedido en 2000 en la ciudad de Nueva York por un grupo de periodistas del espectáculo. Además, en 1985 llegó a cantar en la Casa Blanca para el –por entonces– presidente de los Estados Unidos, Ronald Reagan. Mantuvo tal fama, que su fallecimiento mereció un artículo en la página web de Billboard. El 2 de abril de 1988, Rocío Jurado recibió el premio América a la Mejor Voz Latina. El acto tuvo lugar en el Caesars Palace en Las Vegas.
Antena 3 anunció en 2011 el rodaje de una miniserie de la vida de Rocío Jurado con el título de Como alas al viento. Fue íntegramente grabada en 2013 y, tras varios cambios en la programación de Antena 3, finalmente fue emitido por primera vez por la plataforma «FlixOlé».

### Enfermedad y fugaz reaparición
En agosto de 2004 fue sometida a una complicada operación en el Hospital Montepríncipe de Madrid y más tarde, el 17 de septiembre de 2004 anunciaría que padecía cáncer de páncreas en una rueda de prensa. En junio de 2005, el XIV Festival de la Yerbabuena de Las Cabezas de San Juan (Sevilla) fue dedicado a ella. Con su amigo de toda la vida, Juan Peña "El Lebrijano" a su lado, Rocío Jurado aceptó emocionada el galardón que brindó a su padre y a todos los aficionados.
Tras más de un año de inactividad profesional, Rocío reapareció en diciembre de 2005 con el especial de TVE Rocío... siempre, con un inesperado alarde que demostró su estado de forma. El espectáculo, grabado en dos sesiones, incluía una parte de cante folclórico y otra con sus famosas baladas y demás éxitos melódicos. Algunos temas los cantó a dúo con lo más granado de la música hispana: Raphael, Mónica Naranjo, Paulina Rubio, David Bisbal, Chayanne y Malú, entre otros.
En enero de 2006, Rocío Jurado ingresó en el Hospital MD Anderson, en Houston (Texas), para someterse a una revisión y a una pequeña cirugía. Una reacción alérgica a uno de los medicamentos que le suministraron, le hizo ingresar en la Unidad de Cuidados Intensivos en un par de ocasiones, retrasando su regreso a España hasta finales de marzo de 2006 El mismo día del regreso de Rocío Jurado a España, el Gobierno le concedió la Medalla de Oro al Mérito en el Trabajo lo cual se le notificó inmediatamente pisó tierra.

### Fallecimiento

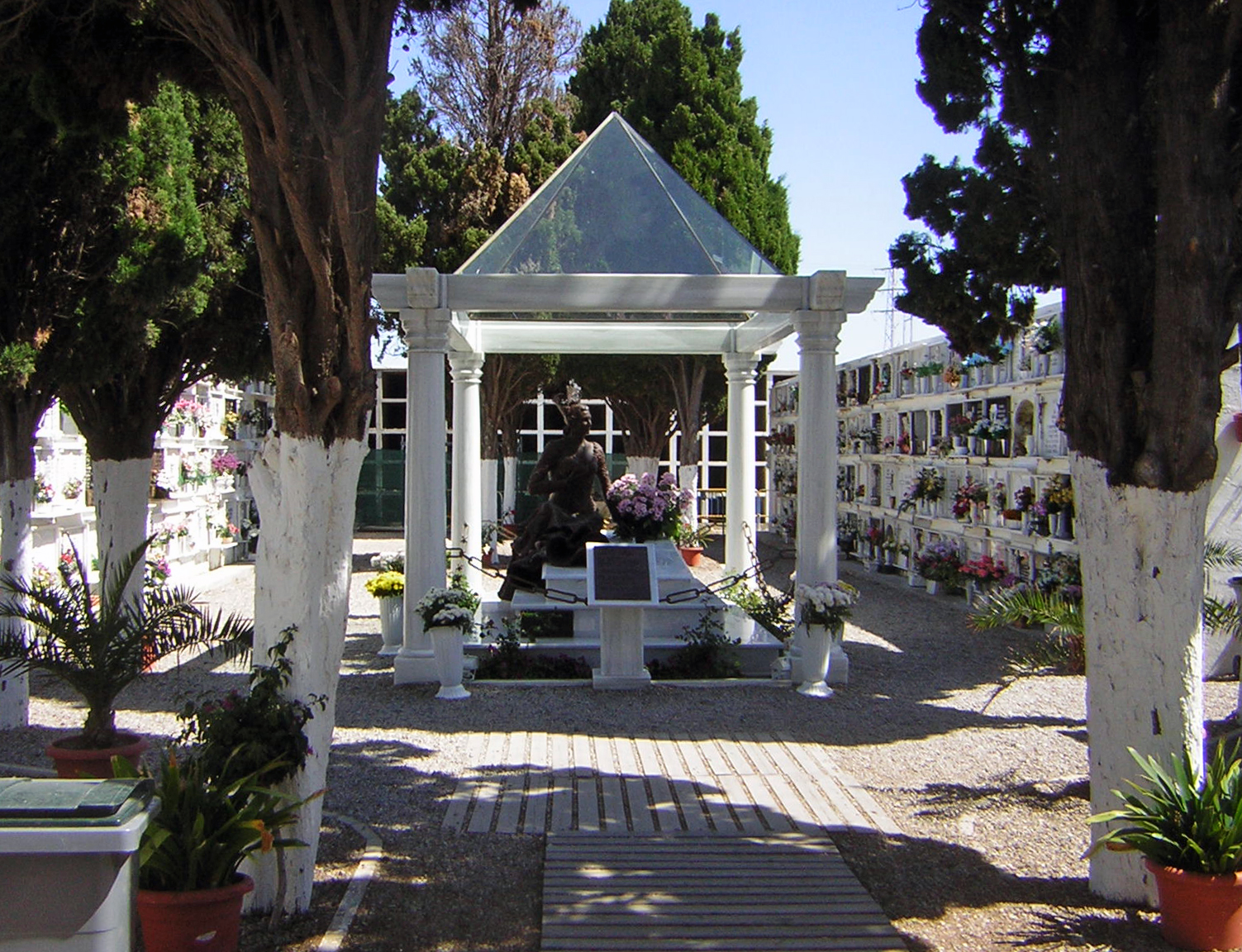
Mausoleo de la artista en Chipiona, Cádiz.

El 1 de junio de 2006 fallecía a las cinco y cuarto de la madrugada en su casa de la urbanización La Moraleja, Alcobendas, cerca de Madrid. Falleció de cáncer de páncreas, a los sesenta y dos años de edad, así lo informaba a las puertas de la residencia familiar a las 6 de la mañana su hermano y mánager, Amador Mohedano Jurado. El cuerpo fue trasladado al Centro Cultural de la Villa en la Plaza de Colón de Madrid, donde se instaló una capilla ardiente para su velatorio público. Finalmente su cuerpo fue trasladado a Chipiona donde más de 20 000 personas fueron llegando durante toda la madrugada del 2 de junio para darle el último adiós. Allí sus restos descansan en paz en el cementerio de San José.
Estuvo tan ligada siempre al mundo del toro, a través de su segundo marido y en las canciones que cantaba, que el día de su entierro en la plaza de toros de Las Ventas se guardó un minuto de silencio en su memoria tras el paseíllo. Ese día se celebraba la penúltima corrida de feria de San Isidro y los diestros que toreaban aquella tarde, Javier Conde, Uceda Leal y Andrés Palacios, portaron brazaletes negros en señal de luto por su muerte.
Hasta 3000 personas se dieron cita en la catedral de la Almudena en Madrid en el funeral celebrado el 14 de junio de 2006.
El alcalde de su tierra natal, Chipiona, ha construido un mausoleo en su honor, en el cementerio municipal de San José donde fue enterrada.
Desde el año 2007 se viene celebrando el "Día Internacional de Rocío Jurado" al cual acuden personas de todo el mundo, familiares, amigos y admiradores de la artista de Chipiona. Una misa y una ofrenda floral son algunos de los actos que se organizan ese día en homenaje a Rocío Jurado.

## Vida privada
Estuvo unida sentimentalmente al empresario valenciano Enrique García Vernetta, del que se separó tras doce años de relación. El 21 de mayo de 1976, se casó con el boxeador Pedro Carrasco en el Santuario de la Virgen de Regla, vistiendo bata de cola, peineta y volantes. La pareja solo tuvo una hija, Rocío Carrasco Mohedano. En privado, alguna vez reconoció que no dispuso del tiempo suficiente para dedicarse a ejercer de madre; sus largas giras por América y Europa la mantenían más tiempo del que hubiera deseado alejada de su hija. Tras su divorcio en julio de 1989, y después de obtener la nulidad matrimonial por el Tribunal Interdiocesano de Segunda Instancia del Arzobispado de Sevilla, el 18 de marzo de 1994, Rocío Jurado se casó con el torero José Ortega Cano el 17 de febrero de 1995 en la finca de su propiedad Dehesa Yerbabuena, ante más de 2 300 invitados. La ceremonia fue retransmitida en directo (y diferido) por todas las cadenas de televisión. A finales de 1999, la pareja adoptó dos niños colombianos, José Fernando y Gloria Camila, que posteriormente fueron presentados en público mediante un reportaje en la revista ¡Hola!.

## Discografía
Álbumes de estudio
- 1966: Canciones de la película "Proceso a una estrella"
- 1970: Rocío Jurado
- 1971: Rocío Jurado
- 1973: Soy de España
- 1975: Rocío
- 1976: Rocío Jurado
- 1976: Amor marinero
- 1977: Rocío Jurado
- 1978: De ahora en adelante
- 1979: Por estilos
- 1979: Por derecho
- 1979: Canta con mariachi (Canta a México)
- 1979: Señora
- 1981: Como una ola
- 1981: Canciones de España
- 1983: Desde dentro
- 1983: Y sin embargo te quiero (Canciones de España 2)
- 1985: Paloma brava
- 1986: Suspiro de Amor
- 1987: ¿Donde estás amor?
- 1988: Canciones de España inéditas
- 1989: Punto de partida
- 1990: Nueva Navidad
- 1990: Rocío de luna blanca
- 1991: Sevilla
- 1993: Como las alas al viento
- 1994: Palabra de honor
- 1998: Con mis cinco sentidos
- 2001: La más grande (con Orquesta Sinfónica de Bratislava)
- 2003: Yerbabuena y Nopal
- 2006: Rocío Siempre

Bandas sonoras
- 1993: La Lola se va a los puertos (Banda Sonora Original)

## Filmografía

### Nacional
| Año  | Título                      | País   | Director              |
| ---- | --------------------------- | ------ | --------------------- |
| 1963 | Los guerrilleros            | España | Pedro Luis Ramírez    |
| 1966 | Proceso a una estrella      | España | Rafael J. Salvia      |
| 1966 | En Andalucía nació el amor  | España | Enrique López Eguiluz |
| 1971 | Un chica casi decente       | España | Germán Lorente        |
| 1976 | La querida                  | España | Fernando Fernán Gómez |
| 1986 | El amor brujo               | España | Carlos Saura          |
| 1991 | Sevillanas                  | España | Carlos Saura          |
| 1993 | La Lola se va a los puertos | España | Josefina Molina       |
| 1995 | Flamenco                    | España | Carlos Saura          |

#### Televisión
- Lola, la piconera (serie de televisión) (1969) - Fernando García de la Vega
- Rocío y los detonadores (televisión) (1972) - Fernando García Tola
- Las tentadoras (televisión) (1975) Episodio Este señor de negro
- Horas doradas (televisión) (1980)

### Internacional
- La zapatera prodigiosa (Argentina)
- De España al cielo (Argentina)
- Lola Montes (Argentina)
- Aquellos tiempos (Argentina), candidata para el premio Martín Fierro

- Homenaje a Rocío Jurado: Artistas: David Bisbal, Chayanne, Raphael, Mónica Naranjo, Malú, Paulina Rubio, Bertín Osborne, Antonio Canales, Rosario Mohedano, Lolita y Falete.

## Premios

### En España
- Premio Nacional al Cante Flamenco de Jerez de la Frontera - (Premio que consiguió con 15 años).
- Trofeo Al-Ándalus.
- Protagonista del año junto a Montserrat Caballé, en el programa de Luis del Olmo (1982).
- Radio Nacional de España la nombró "La Andaluza más Popular del Año", así como "La Mejor Intérprete". Este último reconocimiento fue debido al éxito de su canción "Tengo miedo", que durante varios meses ocupó los primeros puestos de las listas de éxitos de la canción española.
- Lady España 1967.[25]
- Hija Predilecta de Chipiona en 1968.
- Parra de Oro del histórico Festival del Moscatel (1968).
- En 1984, le fue concedida por el Ayuntamiento de Chipiona la Medalla de Oro al Mérito Turístico.
- Andaluza Universal (1984).
- Medalla de Plata de Andalucía (1986).[26]
- En 1986, recibe una Placa Empresa De Castilla, por batir récord de taquilla tanto en asistencia de público, como en recaudación, en el Teatro Monumental de Madrid, con su serie de recitales 'Rocío Jurado Brava'.
- Premio ABC de Oro (1987).
- En 1991 recibe el Premio Limón y años más tarde en 1994 recibe el Naranja, por su buena relación con la prensa, siendo hasta la fecha la única persona que tiene los dos.
- En 1992 en el teatro de la Maestranza de Sevilla, recibe el Premio Humanidad, concedido por ASPACE (Confederación Española de Federaciones y Asociaciones de Atención a las Personas con Parálisis Cerebral y Afines).
- En 1995, recibe la Medalla de Oro de las Bellas Artes de manos de Juan Carlos I, Rey de España.[27]
- Embajadora de Cádiz (1996).
- En 1999, recibe el premio 'Pimiento de Oro' Ciudad de Murcia.
- En 1999, es nombrada Hija Predilecta de la provincia de Cádiz.[28]
- Hija predilecta de Chiclana (2001).
- Desde julio de 2002, miembro honorífico del Foro Iberoamericano de las Artes.
- Premio Shangay por su trayectoria profesional (2004).
- Estrella de oro de la prensa (2004).
- Premio yerbabuena de plata (2005).
- Hija Adoptiva de la Ciudad de Cádiz (2006).
- Medalla de Oro al Mérito del Trabajo (2006).[19]
- Hija Adoptiva de la provincia de Sevilla (2007).
- Premio Estrella Music Award a la trayectoria de Rocío Jurado - Tenerife - (2010).
- Homenaje, en 2018, en la cuarta edición de los Premios Radiolé de la cadena del Grupo Prisa, cuando se cumplen 12 años de su muerte. El premio in memorian lo ha recogido la hija pequeña, Gloria Camila Ortega.[29]

### En América
- Rocío Jurado es nombrada la Mejor Voz Femenina del siglo XX - "Premio La Voz del Milenio" concedido en 2000 en la ciudad de Nueva York.
- Rocío Jurado ha sido una de las artistas extranjeras más premiadas por la ACE, Asociación de Cronistas en el Extranjero, ha sido premiada como:

Mejor Show Internacional internacional (1988).
Mejor Intérprete Internacional (1982).
Mejor Intérprete Femenina (1984).
Mejor Álbum del Año. Premiada en dos ocasiones, por los álbumes Señora y Paloma brava.
Canción del Año, en distintas ocasiones por los temas "Señora", "Como una ola", "¿Por qué me habrás besado?" y "Se nos rompió el amor".
Premio Extraordinario por Distinción y Mérito en 1989.
Reconocimiento carrera artística (1989).
- En 1985 llegó a cantar en la Casa Blanca, para el por entonces presidente de los Estados Unidos, Ronald Reagan y posteriormente haría lo mismo con George W. Bush.
- 'Guaicapuro de Oro' de Venezuela (1985).
- En 1986, es nombrada reina del Carnaval de Miami.
- En 1987 recibe el 'Quijote de Oro' a la artista que más vínculos estrecha entre el Viejo y el Nuevo Continente.
- En 1988, por vez primera un artista de habla hispana es premiado con el trofeo "AMÉRICA". Este premio que había sido vetado para los hispanos, se entregaba en Las Vegas (Nevada) en el hotel Caesar Palace. Rocío rompió esquemas y le abrió las puertas a todos los artistas de habla hispana con este premio que le fue entregado gracias a unos recitales apoteósicos que Rocío ofreció en dicha sala, tanto así que fue contratada por varias semanas más con lleno absoluto.
- Artista Internacional del Año en Puerto Rico (3 veces).
- Artista Internacional de República Dominicana (2 veces).
- En 1990 se le otorga una Estrella en la calle 8 de Miami.
- Premio Super Q a la Artista de la Década (1990).
- Hija Predilecta de Miami (1991).
- Se declara el día de Rocío Jurado en la ciudad que se recae sobre el día 19 de octubre.
- Cantante Hispana de la Década en Miami (1991).
- En 1992 recibe el Premio “Aplauso 92” en Miami.
- Premio 'La gran manzana' Nueva York (2001).
- Trayectoria profesional en Nueva York (2003).
- En 2003, recibe en Miami en la entrega de premios OPI 2003, un galardón en reconocimiento a su labor artística.

## Homenajes
A principios de 2022, Rocío Carrasco, hija de Rocío Jurado, en colaboración con Green Cow Music organizaron el concierto benéfico Mujeres cantan a Rocío Jurado coincidiendo con el Día Internacional de la Mujer, y reuniendo a diferentes personalidades femeninas del mundo de la música, televisión, literatura y las artes escénicas de España. Entre ellas: Pastora Soler, Rigoberta Bandini, Mercedes Milá, Tanxugueiras, Ana Guerra, Lorena Gómez, Edurne, Beatriz Luengo, Carlota Corredera, Melani Olivares, Sole Giménez o Noemí Casquet, entre otras. El concierto se realiza a favor de la educación en igualdad y lucha contra la violencia de género.
En mayo hubo un segundo concierto, esta vez celebrado en el Cartuja Center CITE de Sevilla.